# Джамалабад-е-Незамі-Ванд
Джамалабад-е-Незамі-Ванд (перс. جمال ابادنظامي وند) — село в Ірані, у дегестані Калаштар, у Центральному бахші, шагрестані Рудбар остану Ґілян. За даними перепису 2006 року, його населення становило 376 осіб, що проживали у складі 87 сімей.

## Клімат
Середня річна температура становить 18,23 °C, середня максимальна — 36,81 °C, а середня мінімальна — -3,30 °C. Середня річна кількість опадів — 565 мм.
| Клімат поселення                              | Клімат поселення | Клімат поселення | Клімат поселення | Клімат поселення | Клімат поселення | Клімат поселення | Клімат поселення | Клімат поселення | Клімат поселення | Клімат поселення | Клімат поселення | Клімат поселення | Клімат поселення |
| Показник                                      | Січ.             | Лют.             | Бер.             | Квіт.            | Трав.            | Черв.            | Лип.             | Серп.            | Вер.             | Жовт.            | Лист.            | Груд.            |                  |
| Середній максимум, °C                         | 14,71            | 16,16            | 20,38            | 26,48            | 32,02            | 36,81            | 35,73            | 34,95            | 31,01            | 25,10            | 17,86            | 13,86            |                  |
| Середня температура, °C                       | 5,71             | 7,17             | 11,38            | 17,48            | 23,03            | 27,80            | 30,36            | 29,57            | 25,63            | 19,72            | 12,48            | 8,48             |                  |
| Середній мінімум, °C                          | −3,3             | −1,84            | 2,38             | 8,48             | 14,02            | 18,80            | 24,98            | 24,20            | 20,25            | 14,34            | 7,12             | 3,10             |                  |
| Норма опадів, мм                              | 61               | 52               | 66               | 52               | 28               | 13               | 12               | 19               | 32               | 60               | 71               | 99               |                  |
| Середньомісячна швидкість вітру, м/с          | 1.84             | 2.32             | 2.94             | 2.98             | 2.90             | 3.00             | 3.18             | 2.96             | 2.50             | 2.35             | 1.86             | 1.79             |                  |
| Середньомісячна сонячна радіація, кДж/м²·день | 7602             | 9879             | 12051            | 16422            | 20932            | 24123            | 24461            | 21507            | 17796            | 12355            | 9344             | 7323             |                  |
| --------------------------------------------- | ---------------- | ---------------- | ---------------- | ---------------- | ---------------- | ---------------- | ---------------- | ---------------- | ---------------- | ---------------- | ---------------- | ---------------- | ---------------- |
| Джерело:                                      |                  |                  |                  |                  |                  |                  |                  |                  |                  |                  |                  |                  |                  |